# Aloe monotropa
Aloe monotropa är en grästrädsväxtart som beskrevs av Frans Verdoorn. Aloe monotropa ingår i släktet Aloe och familjen grästrädsväxter. Inga underarter finns listade i Catalogue of Life.